# Trem ligeiro de Changchun
O VLT de Changchun é um sistema de trem ligeiro que serve a cidade chinesa de Changchun.

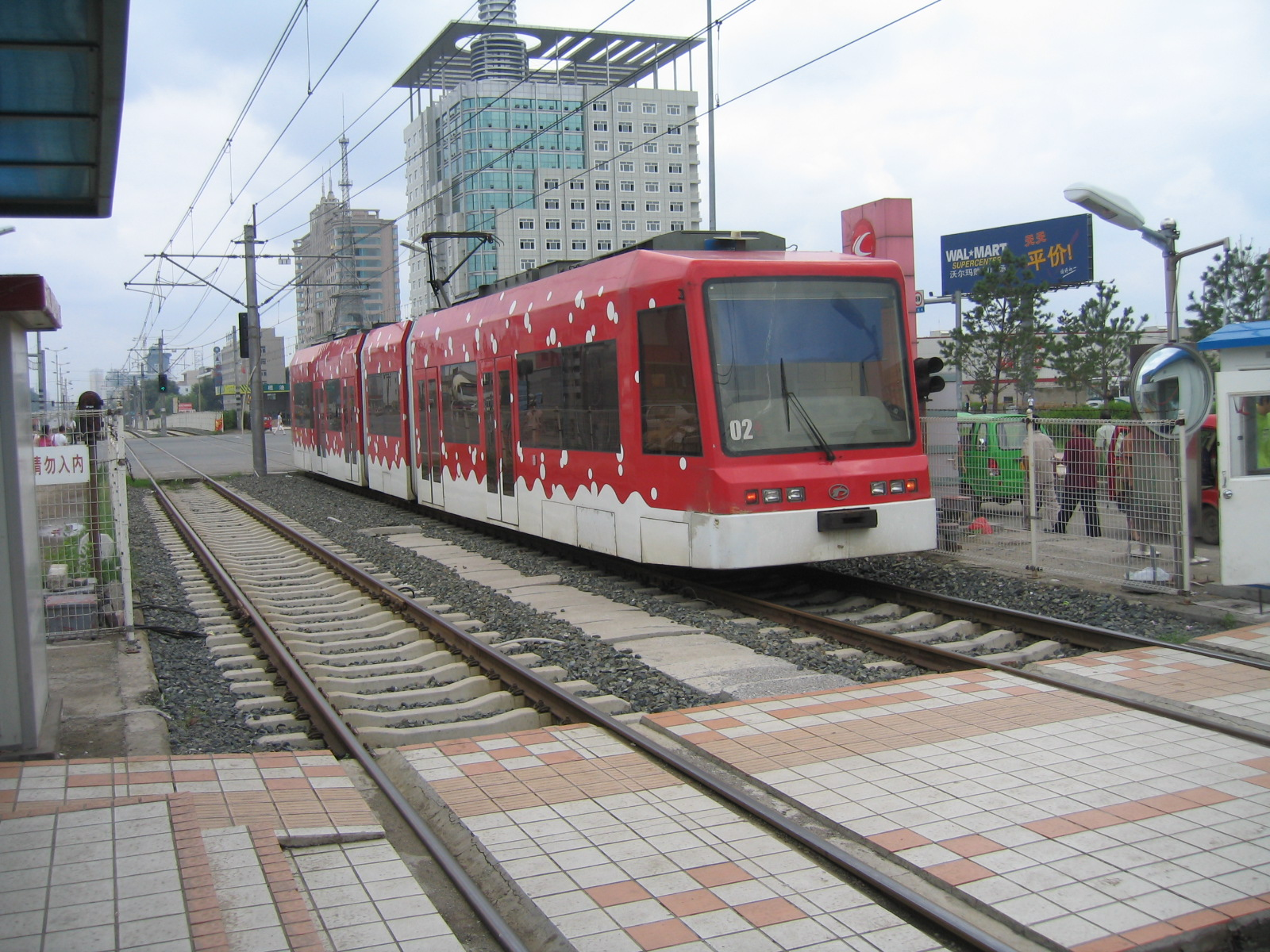
Changchun Light Rail Transit, 2005